# Daniel Wilhelm Moller
Daniel Wilhelm Moller, Moller Dániel Vilmos (Pozsony, 1642. május 26. – Altdorf bei Nürnberg, 1712. február 25.) egyetemi tanár Altdorfban, Moller Károly Ottó orvos nagybátyja.

## Élete
Moller Ottó (aki Suderburg-Lüneburgból származott és Pozsonyban gyöngyárus és aranyműves volt) és Berghammer Rebeka fia. Pestis dühöngvén szülővárosában, szülei Trencsénbe küldték a szlovák nyelv megtanulására, ahol iskoláit is folytatva egy évet töltött, azután a bölcseletet Pozsonyban tanulta. 1660-ban Lipcsébe ment, innét Wittenbergbe, ahol Quenstedt pensiójába vétetett fel; de alig töltött itt néhány hónapot, utazási vágyból a szász követséghez csatlakozott, mely Dániába ment, ahol Brochmann előadásait hallgatta. Visszatérve Wittenbergbe, itt magát egészen az ékesszólás, költészet, bölcselet és történelem tanulására adta; nagy buzgalommal tanulta a görög és héber nyelvet és megkedvelte az olasz költészetet; megtanulta a teologiát, a jogot és az orvosi tudományokat.
Azután útnak eredt és bejárta Németország nagy részét, utazott Hollandiában és Angliában. Utazása közben sok tudóssal megismerkedett, különösen Hágában és Londonban, majd visszatért Wittenbergbe, ahol nem sokáig időzött, mert újabb utazást tett Sziléziában, Porosz- és Lengyelországban; innét pedig Lipcsébe, majd Strasbourgba ment és újólag tanult az egyetemen. Elhagyván ezen várost, Colmárnak vette útját, ahol Mogg Henrik városi bíró három fia mellett tanítói állást foglalt el és naponként egy órát szentelt az alkímiának. Innét Bázelbe ment és beutazta Franciaországot, azután visszatért Párizsba.
1667-ben IX. Kelemen pápa megválasztásakor Rómába utazott; itt megismerkedett Kircher Athanáz tudós jezsuitával. Nápolyba is ellátogatott. Végül Velencén, Anconán, Trieszten, Ulmon, Nürnbergen és Regensburgon át Bécsbe és innét 1670 novemberében szülővárosába érkezett szüleihez.
1672-ben a pozsonyi ágostai evangélikus gimnáziumban a konrektori széket foglalta el. Előbb beutazta Magyarországot. A vallásüldözés alatt Mollert a pozsonyi polgárok Bécsbe küldték, ahol ügyét oly jól tudta intézni, hogy I. Lipótnál négyszer nyert kihallgatást. Azonban midőn a protestánsokat mind szigorúbban kezdték üldözni, kénytelen volt ő is Nürnbergbe menekülni; innét Frankfurtba utazott régi barátjához és pártfogójához, Philipp Jacob Spenerhez, és ennek ajánlására a birkenfeldi hercegnél udvari prédikátor, 1674-ben pedig az altdorfi egyetemen a históriának és metafizikának tanára lett.
A német és olasz tudós társaságok fölvették tagjaik sorába, I. Lipót császár pedig a comes palatini ranggal tisztelte meg.
Arcképei rézbe metszve Novillae bárótól; Lang, C. J. rajza; Eimart G. C. metszése; Weigel Keresztély rajza.
1694-ben a Leopoldina Német Természettudományos Akadémia tagjává választották.

## Munkái
- Oratio De Confusione Lingvarum Babylonica Solenniter recitata Wittebergae In Acroaterio Majore. Anno M. DC. LXII. Ipo S. S. Trinitatis Festo. Wittebergae
- Retorsio contra novum Logicae perturbatorem Schnegassium. Wittebergae, 1662
- Positionum Historicarum Senarius III. Praeside Aegidio Strauchio… Respondente… Wittebergae, 1662
- Eliae Schnegassi Facili disputandi modus h. e. Nova Logica in quâ Sine omni Conversione Figurâ, Modo, Aequipollentiâ, aliisq. tricis, ars disputandi docetur… Wittebergae, 1662
- Disputatio Metaphysica de Persona… Wittebergae, 1662
- Positionum metaphysicarum septennarius… Wittebergae, 1663
- Disputatio metaphysica de re absoluto entis synonimo… Wittebergae, 1663
- Ausii Morelli Trutina doctorum et doctorum maceratae. Hely n., 1665 (Morellus álnévvel)
- Betender Daniel, das ist ein kurzer Begriff andächtiger Gebete auf die bey den Gelehrten bekannten Facultäten gerichtet. Köln., 1666.
- Olemiri Pedis Admiranda. Köln, 1666 (Olemirus álnév alatt)
- Trutina doctorum et Doctoexpensa. In Martis Colle, 1666 (Liberius Morellus álnévvel)
- Aedificatio Evae edita a MeDVLIXIConIte. Colmariae, 1667
- Bohemicum Nihilo Alchymisticum. Hely nélkül, 1667 (Romellus Dominicus álnévvel).
- Retorsio ad criminationes Eliae Schneegassii. Vitebergae, 1667
- Christian Wegholds treuherzige Erinnerung an alle studirende Deutsche, absonderlich die, so der heiligen Schrift ergeben sind, dass sie die italienische Sprache und Reise mit gebührender Vorbereitung im Namen Gottes antreten, selbige mit beständiger Gottesfurcht und geziemender Vorsichtigkeit fortsetzen, und endlich mit gewünschtem Nutzen, auch jedermanns Frohlocken glücklich vollenden mögen. Hely n., 1668
- Synorida… Altdorf, 1673
- Meditatio, De Insectis quibusdam Hungaricis prodigiosis, Anno proxime praeterito, ex aere una cum nive in agros delapsis. Ad Amicum. M. DC. LXXIII. Francofvrti.
- Meditatio Stoica, De Conditione Temporis Praesentis, Ad Amicum. Francofvrti, 1673
- Horaria Meditatio, Quaestionis hujus: Num S. Pauli Cap. I. ad Rom, sine Profanorum Autorum, maxime Petronii, cognitione, intelligi queat? Ad Amicum. Francofvrti, 1673. és 1674.
- Preszburger Kirchen- und Schul-Verlust, Das ist Warheitsgegründete Anzeig, Wie, Und auff was Weise, zu Preszburg… einer daselbst sichbefindenden Unkatolischen Gemeinde, aufangs Kirchen- und Schul-Possess disputirlich gemacht und endlich nach mehr als halbjährlicher Action, mit gewehrter Hand ab- und eingenommen worden, Männiglich zu beständiger Nachricht und warhafftem Unterricht, in offentlichen Druck gegeben Von Reinmundo Rimando. Im Jahr 1673. és 1674. Hely n.
- Curriculum Poeticum, Ad Amicum. Altdorfi, 1674
- Opuscula medico-historica philologica. Francofurti ad Moenum 1674
- Opuscula ethica et problematico-critica. Francofurti ad Moenum, 1674
- Programma. Altdorfi, 1676
- Promissum De Mulieribus Hominibus exsolutum, Cum Epistola ad Amicum. Altdorfi, 1677
- Salamandram adstante… Altdorfi, 1677
- Guil. Du VaL SynopsisAnalytica Metaphysicorum Aristotelis… Altdorfi, 1677
- Mensa poetica. Altdorfi, 1678
- De Iobeleis programma. Altdorfi, 1678
- Programma, in forma Dissertationis de Praeparatione Abiturientium In Italiam. Altdorfi, 1679
- Manvs Laedens Eademq. Sanans… Altdorfi, 1679
- Invitatio ad audiendas Controversias Metaphysicas. Altdorfi, 1680
- Parastata, … Fabvlam Monte Fiasconiam; h. e. Disqvisitionem Historicam, Qua ostenditur, commenti rationem habere, quae vulgò circumferuntur de Bibulo qvodam Germano, in Italiae oppido, Monte Fiascone, nimio vini Muscatellini potu extincto, atq. Epitaphio inde ter repetită oenoencomiastica vocula Est notabili exorto, P. P. Jacobvs Geysius… Altdorfi, 1680
- Q. Cvrtivm R. Nova Commentariorvm Batione illustratum iri, … Altdorfi, 1680
- Promvlsis Artis Heraldicae. Altdorfi, 1681
- Dissertatio de mirabilibus fulminum operationibus. Altdorfi, 1681
- Protheoria Metaphysicae… Altdorfi, 1682
- Theoria Entis, … Altdorfi, 1682
- Theoria Actionvm Entis Simplicium, … Altdorfi, 1682
- Theoria Actvs & Potentiae, … Altdorfi, 1682
- Theoria Principii & Principiati, … Altdorfi, 1682
- Theoria Causae & Causati… Altdorfi, 1682
- Theoria Necessarii & Contingentis, … Altdorfi, 1682
- Dissertatio de despotico Ludouici XIV. Galliae regis imperio. Altdorfi, 1682
- Theoria Simplicis & Compositi, … Altdorfi, 1683
- Theoria Totivs & Partis, … Altdorfi. 1683
- Theoria Vniversatis & Singvlaris, … Altdorfi, 1683
- Theoria Ejvsdem & Diversi, … Altdorfi, 1683
- Theoria Distinctionis, … Altdorfi, 1683
- Dispvtationem Circularem de Q. Curtio R… Altdorfi, 1683
- Dispvtationem Circvlarem de Corn. Nepote, … Altdorfi. 1683
- Dissertatio Philosophica de indissolubili nexu Philosophiae cum Jvrisprvdentia, … Altdorfi, 1684
- Dispvtationem Circvlarem de C. Salvstio Cr… Altdorfi, 1684
- Dispvtationem Circvlarem de L. Annaeo Floro, … Altdorfi, 1684
- Dispvtationem Circvlarem de Jvstino, … Altdorfi, 1684
- Dispvtationem Circvlarem de Valer. Max. … Altdorfi, 1684
- Dispvtationem Circvlarem de C. Sueton. Tr. … Altdorfi, 1685
- . Dispvtationem Cirvclarem de Vellejo Pat. … Altdorfi, 1685
- Dispvtationem Circvlarem de S. Aurel. Vict. … Altdorfi, 1685
- Dispvtationem Circvlarem de Eutropio, … Altdorfi, 1685
- Dispvtationem Circularem de Ammiano Mar. … Altdorfi, 1685
- Dissertatio de fatalibus personarum nominibus. Altdorfi, 1685
- Inuitatio ad controversias metaphysicas. Altdorfi, 1686
- Disputationem Circularem de Paulo Diac … Altdorfi, 1686
- Disputationem Circularem de C. Corn. Tacito, … Altdorfi, 1686
- Disputationem Circvlarem de M. A. Cassiodoro, … Altdorfi, 1686
- Disputationem Circularem de Sev. Svlpicio, … Altdorfi, 1686
- Historia Magorum Christum Adorantium. Altdorfi, 1686
- Lusus geniales, et eo disticha Budensia, hoc est Annum expugnatae Budae exhibentia. Ratisbonae, 1686
- Disputationem Circvlarem de Flav. Vopisco, … Altdorfi, 1687
- Dissertatio Philosophica De Veritate Rei, … Altdorfi, 1687
- Juvante Gratia Benignissimi Numinis. Qvaestionem Metaphysicam: An Causa Per Accidens Sit Vera Causa? … Altdorfi, 1687
- Dispvtationem Circvlarem de Sex. Rvfo, … Altdorfi, 1687
- Dispvtationem Circvlarem de Ael. Spartiano, … Altdorfi, 1687
- Disputationem Circvlarem de C. Jvl. Caesare, … Altdorfi, 1687
- Dispvtationem De Tito Livio, … Altdorfi, 1688
- Historia Magorvm Christvm Adorantvim … Altdorfi, 1688
- De Philosophia Effectiva … Altdorfi, 1688
- Dispvtationem Circvlarem de Ael. Lampridio, … Altdorfi, 1688
- Dispvtationem Circvlarem de C. Plinio Sec… Altdorfi, 1688
- Dissertatio de diebvs criticis… Altdorfi, 1688
- Dispvtationem Circvlarem de Jvl. Capitolino, … Altdorfi, 1689
- Disputationem Circularem de M. Val. Corv. Messala… Altdorfi, 1689
- Dispvtationem Circvlarem de Treb. Pollione, … Altdorfi, 1689
- Dispvtationem Circvlarem de Pavlo Orosio, … Altdorfi, 1689
- Dissertatio de fontium virorum praemiis in Mauroceno militiae Venetae imperatore adumbratis. Altdorfi, 1689
- Dissertatio de incendio sine exemplo… Altdorfi, 1689
- Dissertatio de litterarum dignitate. Altdorfi, 1689
- Dispvtationem Circvlarem de S. Jvl. Frontino, … Altdorfi, 1690
- Dissertationem Inauguralem De Ominosis Diebvs Dominicis, … Altdorfi, 1690
- Dissertationem Circlvarem de Jornande… Altdorfi, 1690
- Dispvtationem Circularem de Q. Fabio Pict… Altdorfi. 1690
- Indicvlvs Medicorum Philologorvm ex Germania oriundorum… Altdorfi, 1691
- Dispvtationem Circvlarem de L. Apvlejo Mad… Altdorfi, 1691
- Dispvtationem Circvlarem de J. Exvperantio, … Altdorfi, 1691
- De Terminorvm Metaphisicorvm Vsu in Theologia Dissertatio Publica… Altdorfi, 1691
- Disputationem Circularem de J. C. Bullengero, … Altdorfi, 1691
- Positiones Historicas… Altdorfi, 1691
- Libellus sapientiae Salomonis versibus hexametris redditus a Jacobo Calphillo… Altdorfi, 1691
- Dissertatio de luctu… Altdorfi, 1691
- Dispvtationem Circvlarem De Amazonibvs, … Altdorfi, 1692
- Questionem Metaphysicam: An Cadat in Devm Potentia Passiva… Altdorfi, 1692
- Dispvtationem Circvlarem de Jo. Annio Viterb… Altdorfi, 1692
- Dispvtatio de Typographia, … Altdorfi, 1692
- Programma Panegyricae orationi funebri Joannis Georgii III. Electoris Saxoniae a D. Euchario Gottliebio Rinkio, … Altdorfi, 1692
- Dispvtationem Circvlarem de Jo. Mevrsio, … Altdorfi, 1693
- Dispvtationem Circvlarem de Masvrio Sabino, … Altdorfi, 1693
- Characteromania, … Altdorfi, 1693
- Dispvtationem Circvlarem de C. Jvl. Solino, … Altdorfi, 1693
- Dispvtationem Circvlarem de C. Fannio, … Altdorfi, 1693
- Dispvtationem Circvlarem de B. Platina, … Altdorfi, 1694
- Disputatio Circularis De Septem Dormientibus, … Altdorfi, 1694
- Disputationem Circularem de Abbate Vrsp… Altdorfi, 1694
- Dispvtatio Circvlaris De Titvlo Christianissimi, … Altdorfi, 1694
- Dispvtatio De Opsimathia, … Altdorfi, 1694
- Positiones de Arnaldia, … Altdorfi, 1694
- Dispvtatio de Titvlo Catholici … Altdorfi, 1695
- Positiones Miscellaneae, … Altdorfi, 1695
- Disputatio Historico-Philologica De Scytala Lacedaemoniorvm… Altdorfi, 1695
- Ad exequias… Joh. Henrici Neffzeri… Altdorfi, 1695
- Dispvtationem Circvlarum de F. Hotmanno, … Altdorfi, 1695
- De S. Sebaldo, … Altdorfi, 1695
- Primitias Historico-Philologicas De Angaris… Altdorfi, 1696
- Septem Primos Diaconos Ecclesiasticos… Altdorfi, 1696
- Dispvtationem Circvlarem de B. Brissonio … Altdorfi, 1696
- Dissertatio Inavgvralis Philosophica De Finibus Hominis Et Naturae… Altdorfi, 1696
- De Tribvs Regni Sveciae Coronis, … Altdorfi, 1696
- De Labaro Constantiniano… Altdorfi, 1696
- Dispvtationem Circvlarem De Joh. Carione, … Altdorfi, 1697
- Dispvtationem Circvlarem de Onvph. Panvinio, … Altdorfi, 1697
- Dissertationem Insagvralem Philosophicam De Artifice Svmmi Naturae Opificis Aemulatore, … Altdorfi, 1697
- Disputationem Circularem de Jo. Sleidano … Altdorfi, 1697
- Dispvtationem Circvlarem de Jo. Navclero, … Altdorfi, 1697
- Quinquaginta Chronodisticha Annum 1697. primae promotionis doctoralis theolog. in Univers. Altorfii feliciter peractae sigillatim exhibentia. Altdorfi, 1697
- Dispvtationem Circvlarem de A. Politiano, … Altdorfi, 1698
- Dispvtationem Circvlarem, de Jo. Aventino. … Altdorfi, 1698
- Dissertationem Inavgvralem De Cognitione Svi, … Altdorfi, 1698
- Disputationem De M. Ant. Coccio Sabellico, … Altdorfi, 1698
- Dissertatio Inavgvralis De Jvramentorum Jvdaicorvm A Christianis Tam Acceptorum, Qvam Exactorvm, Fide Et Moralitate, … Altdorfi, 1698
- Dispvtationem Circvlarem de Ant. Bonfinio, … Altdorfi, 1698
- Disputationem De Gigantibus, … Altdorfi, 1698
- Libellus Sapientiae Salomonis Versibus hexametris redditus a Jacob Calphillo, … lucique publicae expositus … Altdorfi, 1699
- Dispvtationem De Terrore Panico, … Altdorfi, 1699
- Dispvtatio Inavgvralis De Quatvor Evangelistis, … Altdorfi, 1699
- Dispvtationem De Dvabvs Colvmnis Sethianis, … Altdorfi, 1699
- De Marco Valerio Messala. Altdorfi, 1699
- De Julio Capitolino. Altdorfi, 1699
- Dissertatio Academica, De Malleolo Jobeleio, … Altdorfi, 1700
- Dispvtatio Inauguralis De Jobeleo Lutheranorum, … Altdorfi, 1700
- Dispvtationem De Transilvania… Altdorfi, 1700
- Dvisputatio Inavgvralis De Monachorvm Origine, Incremento Et Decremento, … Altdorfi, 1700
- Dispvtatio Circvlaris de Titvlo Defensoris Fidei, … Altdorfi, 1700
- Disputatio Circularis De Biblioteca, … Altdorfi, 1700
- Disputatio Academica De Seculo, … Altdorfi, 1701
- Disputatio Academica De Statvis Loquentibus, … Altdorfi, 1701
- Dispvtatio de Annvlo Trinitario, vulgo Dreyfaltigkeits-Ring… Altdorfi, 1701
- Lusus, metrici de bubula. Norimbergae, 1701
- Συζητησις De Manuloqvio, … Altdorfi, 1702
- Συζητησις De Pediloquio, … Altdorfi, 1702
- Disputatio Inavgvralis De Mempsimoeria, … Altdorfi, 1702
- Συζητησις1 De Oculiloquio, … Altdorfi, 1702
- Dispvtationem Circvlarem De Colvmna ad quam Jesus flagellatvs fuisse perhibetvr, … Altdorfi, 1703
- Dissertatio De Hispania, … Altdorfi, 1703
- Dissertatio Circvlaris De Publicanis, … Altdorfi, 1703
- Dissertatio Academica De Orkane, … Altdorfi, 1704
- Dissertatio De Technophysiotameis. Von Kunst- Und Naturalien-Kammern, … Altdorfi, 1704
- Dispvtationem Academicam De Castro Rotenberg, … Altdorfi, 1704
- Dissertatio Inavgvralis De Perennibvs Vetervm Lvcernis, … Altdorfi, 1705
- De Nvce Conscientiae Tintinnabvlo, … Altdorfi, 1705
- De Titulo Defensoris Fidei Altdorfi, 1705
- Lamprandologia Noribergensis,. .. Altdorfi, 1706
- Velitationem De Pecvnia, … Altdorfi, 1706
- Dissertatio Inavgvralis Historica De Malachia Propheta Pontificio,. .. Altdorfi, 1706
- Vitae Cvrricvlvm Georg Philipp. Harsdorferi, … Altdorfi, 1707
- Dissertatio Inauguralis, … Altdorfi, 1707
- Dissertatio De Anemocoetis, … Altdorfi. 1707
- Disputatio Metaphysica, De Aliquid, … Altdorfi, 1708
- Dissertatio Historico-Critica, quâ Mare Masorethicum Infidvm, Specimine, notabili, monstratur, … Altdorfi, 1708
- Dispvtationem De Titvlo Rex Regvm, … Altdorfi, 1708
- Dissertatio Inauguralis De Expeditionibus Crvtiatis, Vulgo, Von Creutz-Fahrten, … Altdorfi, 1709
- Velitatio Academica De Dvodecim Jvdicibvs Israelitarvm, … Altdorfi, 1709
- Theses Philosophicae Ex Variis Philosophorvm Placitis Decerptae, … Altdorfi, 1710
- Argvmentvm Cartesii, Pro existentia Dei Probando Ex Idea Dei Innata Desvmtvm Et Ab Objectionibvs Literatvm, … Altdorfi, 1710
- Lamprandologiae Noribergensis Disp. III. De Leonh. Wolffbainio, … Altdorfi, 1710

### Kézirati munkája
Disputatio Circularis de Bacillis Flosculoferis vulgo Steckelein-Schmecken. Altdorf, 1708. Előadást tartott: Disputation von denen Altdorfischen sogenannten Kästlein-Wägen. Több ily hasonló tréfás, sőt gyermekes előadása volt, a miért is végkielégítéssel nyugdíjazták. Kéziratban maradt bevégzetlenül Rudolf császár uralkodásának története.